# Slaget vid Tulpiacum
Slaget vid Tulpiacum utkämpades mellan alemanner och den frankiske kungen Klodvig I år 496. Tulpiacum (franska: Tolbiac) kan troligtvis lokaliseras till dagens Zülpich i Nordrhein-Westfalen i Tyskland omkring 60 km från den tysk-belgiska gränsen.
Klodvig tillkallades av den ripuariske kungen Sigibert sedan han anfallits av alemanner. Dessa underkastade sig Klodvig i slaget efter en länge vacklande strid i vilken den alemanniske kungen stupade. Under stridens hetta ska den frankiske kungen ha anropat den kristna guden och svurit att mot en seger lova anta den katolska tron. Juldagen samma år lät han döpa sig i Reims tillsammans med två systrar och över 3 000 man. 
För den katolska kyrkan blev denna händelse en mycket betydande framgång bland de i allmänhet arianska germanerna och biskoparna som aktivt kom att understödja Klodvig i den frankiska maktkampen genom propaganda som glorifierade honom och beskrev hans fälttåg som omgärdade av mirakler:
Sålunda förde Gud dag efter dag hans fiender inför honom, så att de underkastade sig honom och utökade hans rike, därför att han vandrade framför honom med upplyft hjärta och gjorde vad som behagade honom.